# Ramila thectopetina
Ramila thectopetina là một loài bướm đêm trong họ Crambidae.